# Potápka argentinská
Potápka argentinská (Podiceps gallardoi) je středně velká potápka žijící na jižním okraji Jižní Ameriky na otevřených jezerech v argentinské provincii Santa Cruz. Tento kriticky ohrožený druh trpí predací invazivním norkem americkým i důsledky globálního oteplování, ke kterým patří vysychání jezer a silné vichřice.  

## Systematika
Potápka argentinská byla formálně popsána teprve v roce 1974. K jejímu objevení přispěla náhoda, když dva přírodovědci, Maurice Rumboll a Edward Shaw, navštívili asi 3 km dlouhé jezero Laguna Los Escarchados. Toto jezero se nachází na východní straně And v nadmořské výšce kolem 700 m. Shaw chtěl Rumbollovi ukázat, jak získat a připravit ptačí kožku určenou ke studiu, k čemuž odstřelil přítomnou potápku, kterou považoval za potápku stříbřitou (Podiceps occipitalis). Teprve po následné studii exempláře v Přírodovědném muzeu v Buenos Aires bylo potvrzeno, že se jedná o dosud neznámý druh potápky. Druhové jméno gallardoi bylo vybráno na počest Josého Maríi Gallarda, ředitele muzea.

## Popis
Tato malá až středně velká potápka dorůstá do výšky 32 cm. Opeření se vyznačuje nápadnými kontrastními černobílými barvami. Hlava je černá s občasným hnědým zabarvením, vzadu na krku se táhne tenký černý pruh, a na hřbetě je černá skvrna. Zbytek opeření je čistě bílý.

## Biologie a chování

### Hnízdění
Hnízdění potápky argentinské je v rámci potápek zvláštní tím, že tato potápka nehnízdí v husté vegetaci, jelikož její hnízdní stanoviště jsou od většího množství vegetace zcela oproštěna  v důsledku silných větrů. Hnízdo si staví ze stolístků (Myriophyllum) přímo na vodní hladině, kde bývá ukotveno do rostoucích stolístků. Stolístky jsou na všech jezerech, kde se potápka argentinská vyskytuje, dominantní rostlinou. Hnízdo bývá poměrně mohutné, což je adaptací na silné větry, které s sebou mohou přinést větší vlny, jimž větší hnízda lépe odolávají.
Ke kladení vajec dochází v prosinci a lednu, někdy až v únoru. Tato potápka hnízdí v koloniích do cca 75 párů. Samice snáší jedno nebo dvě vejce pouze jednou za dva nebo za tři roky. Takto pomalý reprodukční cyklus dělá z potápky argentinské velmi zranitelný druh. Potápka argentinská navíc vychovává pouze jedno mládě, a to i v případě, že samice nakladla dvě vejce. Druhé vejce je totiž kladeno asi dva dny po prvním vejci, avšak inkubace nastává s nakladením prvního vejce. Výsledkem je asynchronní klubání mláďat, tzn. ptáčata se narodí pár dní po sobě. Rodiče prvně vyklubané mládě doprovodí na vodu, načež druhé vejce zavrhnou, což je mezi ptáky unikátní. Může vytvářet křížence s potápkou stříbřitou (Podiceps occipitalis).

### Potrava
Živí se převážně plovatkami, zejména druhem Lymnaea diaphana. Potravu doplňuje různonožci, vodním hmyzem včetně larev a dalšími drobnými bezobratlými živočichy.

### Chování

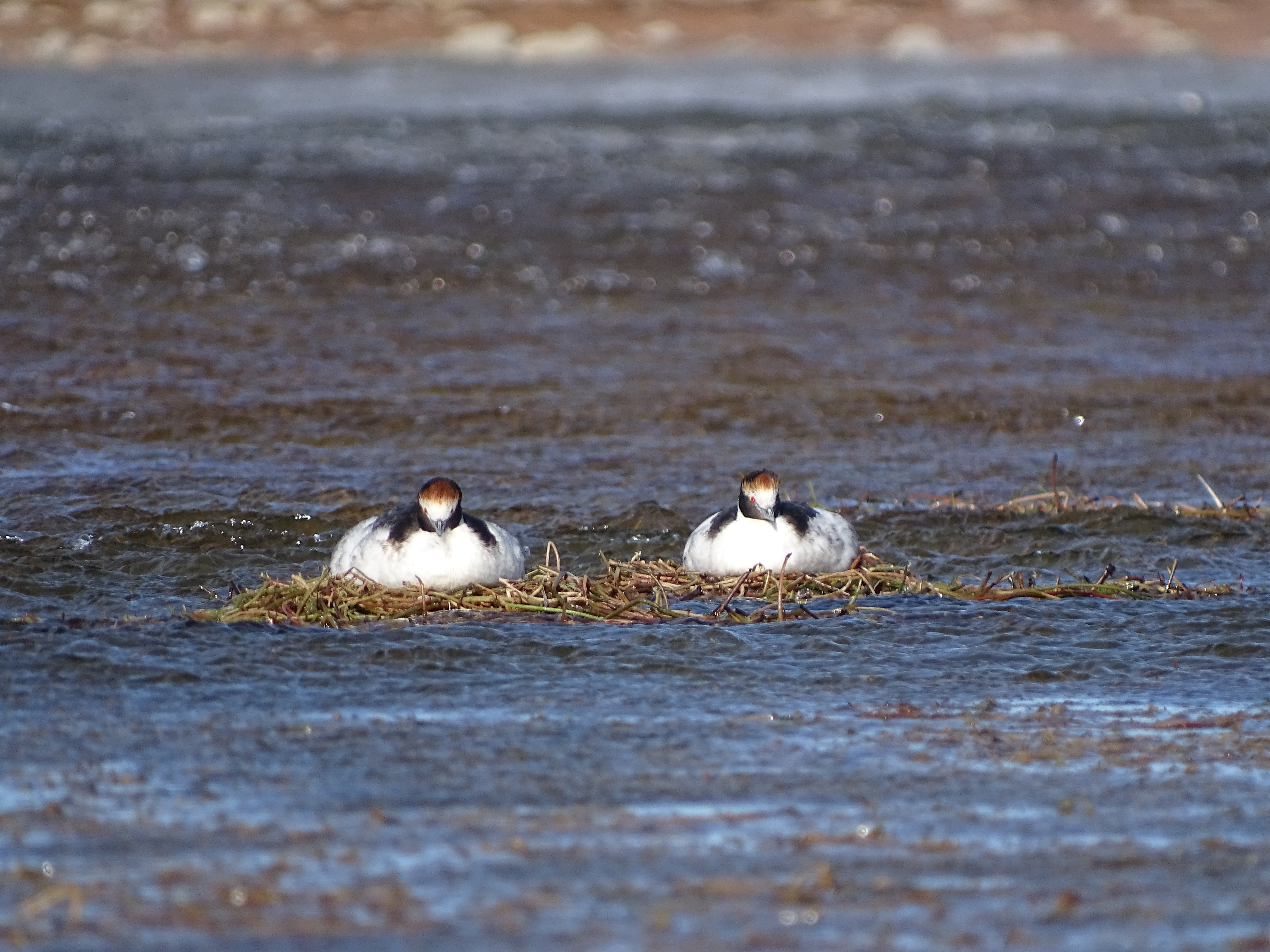
Dvojice potápek argentinských na hnízdě

Jedná se o přelétavou, tažnou potápku. Z odlišných počtů na jezerech v různých dnech lze vyvodit, že potápka argentinská mezi jezírky často přelétává v noci. Někdy v květnu dochází k zamrznutí jezer, a potápky se přemisťují k atlantskému pobřeží. Jediné známé zimoviště se nachází podél estuárů řek Coyle, Gallegos a Chico při atlantském pobřeží. V létě zalétává i do chilského národního parku Torres del Paine.

## Ohrožení
V roce 1975 došlo ke sčítání potápek argentinských. Tehdy známá celková populace se odhadovala na pouhých 126 jedinců. V roce 1978 byla objevena další dvě jezírka, na kterých potápky argentinské hnízdí, a celková známá populace vzrostla na 150 jedinců. V roce 1981 bylo napočítáno již jen 75 potápek argentinských, což se přikládalo na vrub predaci racky jižními. Záhy byla objevena další populace potápek argentinských na planině Meseta de Tobiano, asi 120 km severně od Laguna Los Escarchados. I tato populace však trpěla predací racky jižními, kteří snížili tamější populaci z 250 na pouhých 45 jedinců během několika let. Vyhlídky druhu v očích místních ochranářů se však výrazně zlepšily, když byla objevena dosud největší populace na planině Meseta del lago Strobel čítající 1500 hnízdních párů. Tato populace byla geograficky rozšířena napříč stovkami menších jezírek. V následujících desetiletích však počty potápek argentinských začaly poměrně rapidně klesat z původních asi 5000 na méně než 1000 jedinců. Zhruba od 10. let 21. století se počty stabilizovaly na asi 700–800 dospělcích. Stabilizace nastala patrně v důsledku intenzivních ochranných opatření.

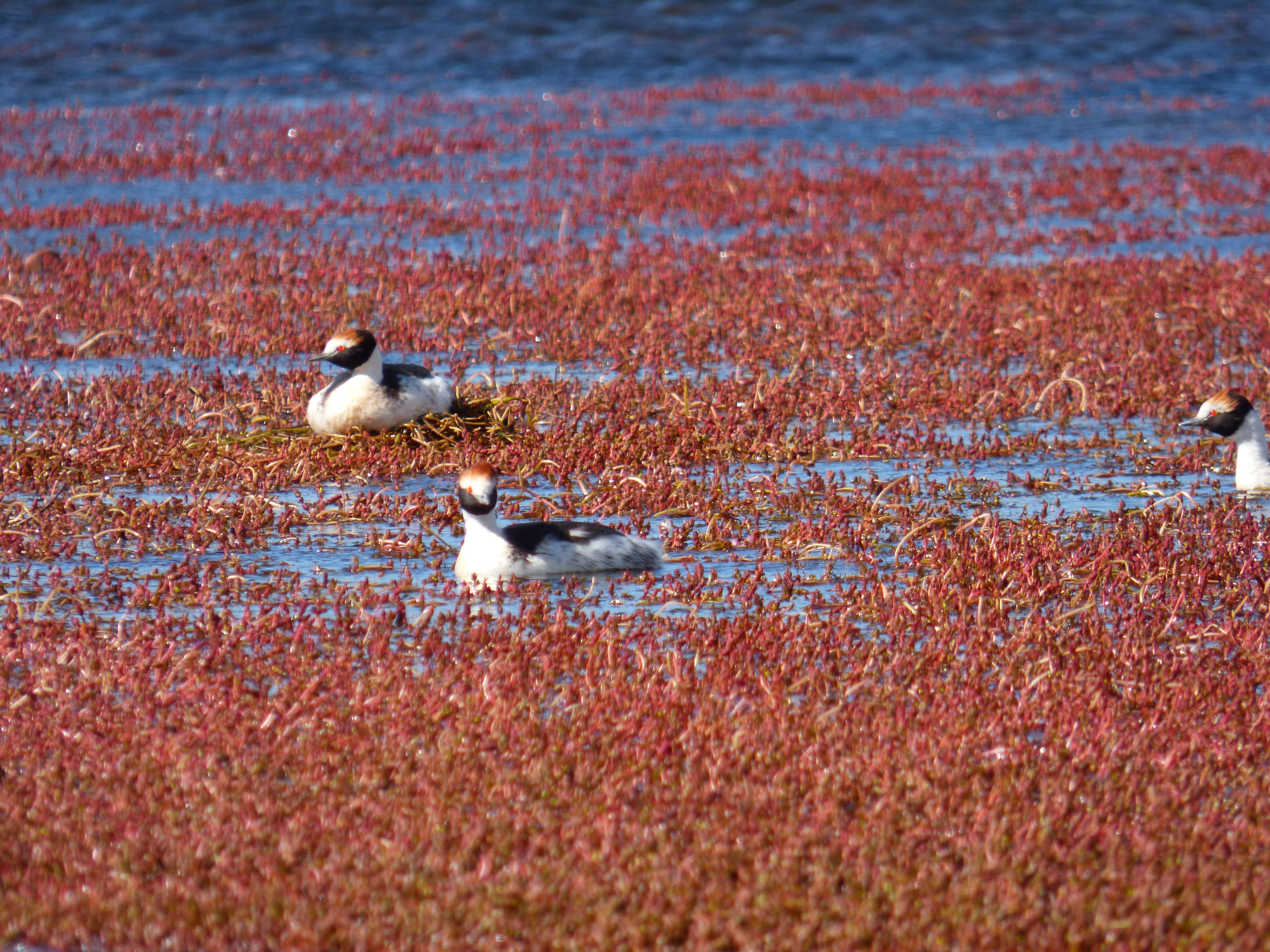
Potápky argentinské

Hlavní ohrožení potápky argentinské představuje predace introdukovanými živočichy (norek americký, lososi, pstruzi) a globální oteplování. Akutní nebezpečí představuje hlavně norek, který dokáže zabít velké množství potápek ve velmi krátkém časovém úseku. Ochranářské snahy se sice soustřeďují na vybít norky v oblasti, avšak to komplikuje skutečnost, že hlavně u mladých samců norka amerického dochází k dalekosáhlé disperzi, takže hrozba náhlé invaze norka do kolonií potápek je neustálá. Introdukovaní lososi a pstruzi zase konkurují potápkám v potravě. Globální oteplování se nejvíce projevuje ve snižování hladiny na jezerech, která jsou v některých případech již zcela vysušená, i v narůstajícím množství silných vichřic, kterým nemusí odolat ani extra velká hnízda potápek argentinských. K dalším hrozbám patří predace racků jižních, kachyní patagonských, eroze říčních břehů následkem nadměrné pastvy ovcí, sopečná erupce nebo ropné skvrny v oblasti zimovišť. Terénní výzkum sledující dvě hnízdní období potápek v letech 2009/2010 a 2010/2011 sledoval kolem 85 % populace. V tomto období došlo k zániku takřka 90 % hnízd, převážně následkem silných vichřic a predace norkem americkým. Mezinárodní svaz ochrany přírody druh hodnotí jako kriticky ohrožený.